# Єкпендинський сільський округ
Єкпенди́нський сільський округ (каз. Екпінді ауылдық округі, рос. Екпендинский сельский округ) — адміністративна одиниця у складі Алакольського району Жетисуської області Казахстану. Адміністративний центр — село Єкпенді.
Населення — 2134 особи (2021; 2174 у 2009, 2407 у 1999, 3152 у 1989).
Станом на 1989 рік існувала Октябрська сільська рада (села Єкпенди, Карлигаш, Фурманово) колишнього Андрієвського району.

## Склад
До складу округу входять такі населені пункти:
| Населений пункт | Населення, осіб (1989) | Населення, осіб (1999) | Населення, осіб (2009) | Населення, осіб (2021) |
| --------------- | ---------------------- | ---------------------- | ---------------------- | ---------------------- |
| Єкпенді, село   | 2004                   | 1469                   | 1355                   | 1398                   |
| Карлигаш, село  | 592                    | 518                    | 506                    | 466                    |
| Ушкаїин, село   | 556                    | 420                    | 313                    | 270                    |